# Inundaciones en Bangladés

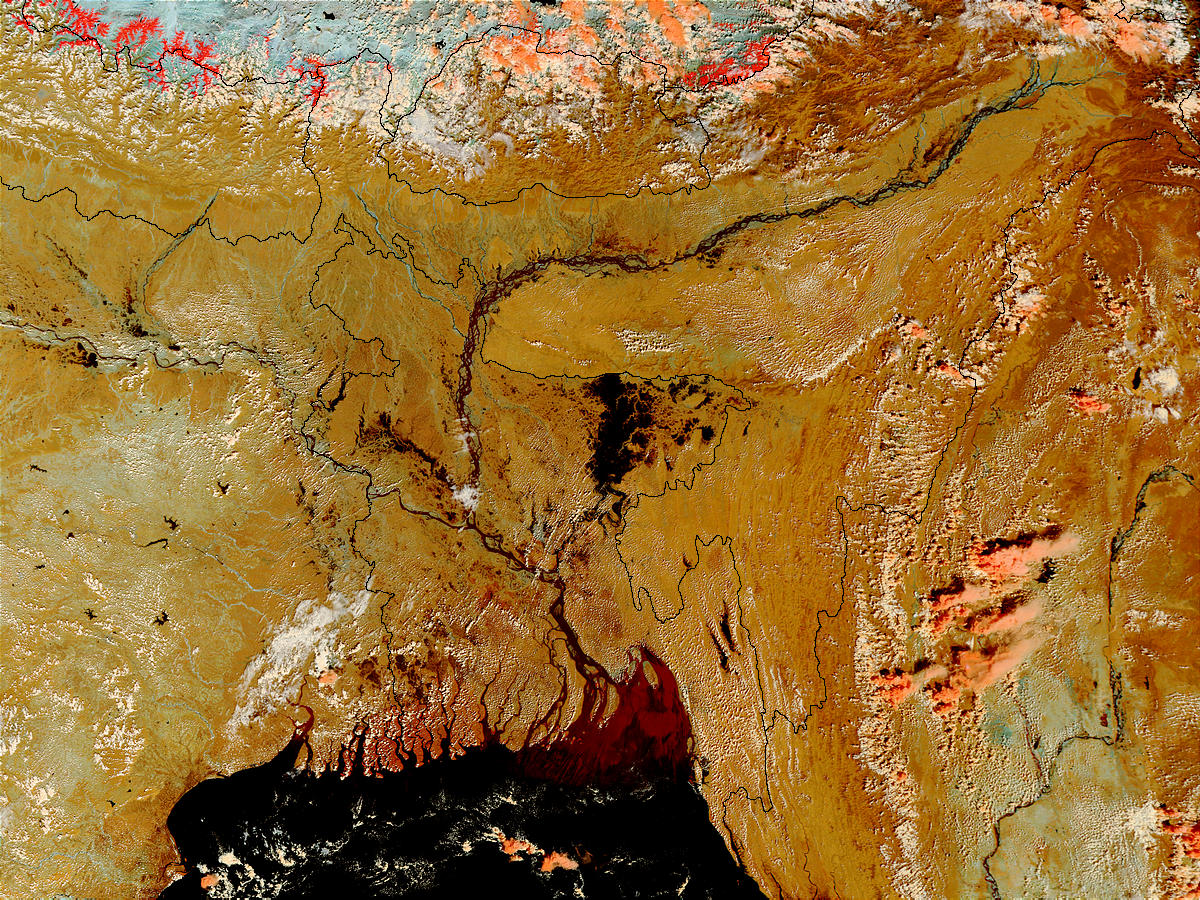
A finales del verano de 2002, las fuertes lluvias monzónicas provocaron inundaciones masivas en el este de la India, Nepal y Bangladesh, matando a más de 500 personas y dejando a millones sin hogar. Esta imagen en color verdadero, adquirida por el espectrorradiómetro de imágenes de resolución moderada (MODIS) a bordo de la nave espacial Terra de la NASA, comienza el 5 de agosto de 2002 y muestra el alcance de esta inundación. En la esquina superior derecha de la imagen, el crecido río Brahmaputra corre de este a oeste a través del estado indio de Assam. Normalmente, el río y sus afluentes parecerían una maraña de finas líneas. Pasando a la esquina superior izquierda, se pueden ver inundaciones a lo largo del río Ganges en el estado de Bihar, India.

Las inundaciones en Bangladés se refieren a la tendencia del país asiático a inundarse a causa de su ubicación geográfica en el delta del río Brahmaputra, también conocido como delta del Ganges, y los numerosos distributarios que desembocan en la bahía de Bengala. Al formar parte de dicha cuenca y tener una altura menor a los 5 metros sobre el nivel medio del mar, Bangladés se enfrenta a los efectos acumulados de riadas causadas por el agua que vierten las colinas cercanas, la suma de afluencias en las cuencas altas y las fuertes lluvias locales agravadas por la congestión de los sistemas de drenaje. Son habituales las inundaciones costeras combinadas con el desbordamiento de las riberas, lo que afecta severamente al paisaje y a la sociedad de Bangladés. Un 80% del país es terreno inundable, y tiene una extensa costa, lo que lo coloca a menudo en riesgo de sufrir grandes daños por el agua. Aunque se están construyendo defensas permanentes, reforzadas con hormigón, muchos diques han sido elaborados por agricultores locales con tierra y turba.
Las inundaciones suelen producirse durante la temporada de monzón, de junio a septiembre. Las lluvias de convección del monzón se añaden a las lluvias orográficas causadas por el Himalaya, cuyo deshielo hace un aporte considerable.